# Abraham Abell
Abraham Abell (Cork, 11 april 1789 - 1851) was een Ierse antiquair.

## Vroege carrière
Abell werd geboren in een quaker-familie van elf kinderen. Zijn familie had een grote naam in het bedrijfsleven. Ook hij was succesvol in het bedrijfsleven en stond bekend om zijn liefdadigheid. Hij diende als penningmeester van de Cork Dispensary en de Humane Society.

## Culturele interesses
Hij had een grote interesse in archeologie en maakte een studie van de Ierse ronde torens. Hij was verantwoordelijk voor de eerste collectie van de Ogham steeninscripties en zijn collectie is nu ter inzage op University College Cork. Hij had een belangrijke collectie van boeken. Hij was lid van de Royal Cork Institution en in 1835 was hij een van de oprichters van de Cuvierian Society. Dit was de voorloper van de Cork Historical and Archaeological Society.
Op het moment van zijn dood bezat Abell een persoonlijke bibliotheek van ongeveer 4.500 boeken, met inbegrip van boeken geschreven in het Italiaans, Frans, Latijn, Duits, Spaans, Grieks, Hebreeuws en Iers.